# Pas neutralny polsko-litewski

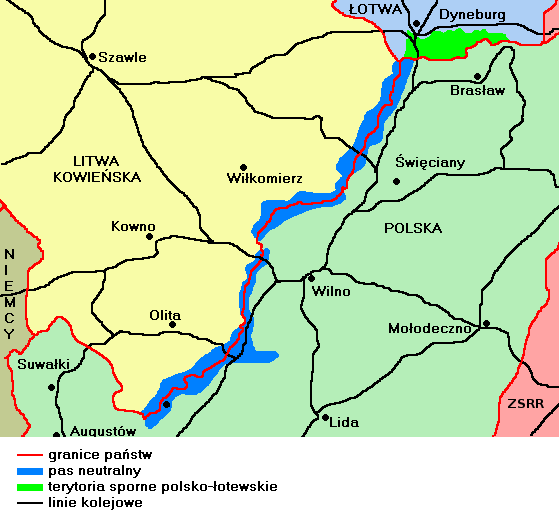
Obszar strefy demarkacyjnej między Polską i Litwą oraz terytoria sporne pomiędzy Polską i Łotwą. Pas neutralny stanowi tylko środkową część strefy demarkacyjnej

Pas neutralny polsko-litewski – pas zdemilitaryzowany pomiędzy Litwą Środkową, później Rzeczpospolitą Polską, a Republiką Litewską.
Pas został ustalony przez Wojskowy Komitet Kontroli Ligi Narodów w celu rozdzielenia walczących wojsk po zajęciu 8 października 1920 r. Wilna przez gen. Lucjana Żeligowskiego i proklamowaniu Litwy Środkowej.
29 listopada 1920 r. do podpisania zawieszenia broni między wojskami Litwy i Litwy Środkowej, które przewidywało ustanowienie szerokiego na 10-12 km pasa neutralnego, który do żadnego z dwóch państw nie należał, a który miał powstać przez cofnięcie oddziałów obu stron do czasu zawarcia pokoju pomiędzy Polską a Litwą. Komisja Kontrolna Ligi, której przewodniczył płk Pierre Chardigny, już 30 listopada 1920 r. określili przebieg pasa neutralnego, zaś do 3 grudnia nastąpiło wycofanie z niego wojsk. Pomimo nazwy faktycznie była to strefa zdemilitaryzowana (bowiem zakazano tam rozmieszczania sił zbrojnych, budowy umocnień itp.) rozdzielająca siły obu stron.
Obszar neutralny rozciągał się, pasem średniej szerokości 6 km od Podbrodzia do Olkienik, a dokładnie od linii Janiszki (strona litewska) – Orniany (strona polska) na północy, do linii Jakańce (strona litewska) – Deksznia (strona polska) na południu.
Przebieg ustanowionego w pośpiechu pasa był nieregularny, obejmując ok. 4 tys. km², ale zazwyczaj większe miejscowości pozostawiając poza pasem neutralnym. Zaczynał się na północy przy granicy Łotwy, pozostawiając Jeziorosy po stronie litewskiej, natomiast od strony polskiej sięgając prawie linii kolejowej na odcinku od Turmontu do Ignalina. Następnie skręcał na południowy zachód, by w rejonie litewskich Muśnik dojść do Wilii. Wzdłuż tej rzeki pas neutralny nie był wyznaczony, ponownie zaczynał się na południe od niej, dalej na wschód. Następnie omijał od zachodu Troki, jednak na odcinku ok. 30 km obejmował linię kolejową Wilno-Grodno (odcinek Rudziszki–Orany). Od rejonu Oran pas kierował się na południowy zachód, od Druskienik biegnąc wzdłuż Niemna. Na północ od Grodna pas kończył się.
Rząd polski, choć zgodził się w listopadzie 1920 r. na jego ustanowienie, to odczuwając wynikające z jego istnienia niedogodności, zaczął na drodze dyplomatycznej zabiegać o jego zastąpienie linią rozgraniczającą, natomiast odmienne było stanowisko strony litewskiej, która obawiała się, iż uregulowanie granicy może przesądzić o przynależności spornych terenów. Porządek w strefie utrzymywać miała milicja, złożona z miejscowych, jednak wobec braku administracji, władzy sądowniczej i regularnej policji nikt nie potrafił zapewnić w strefie porządku publicznego, m.in. mnożyły się napady – zarówno grup partyzanckich i samoobrony, jak i band rozbójniczych, a znaczne zyski miejscowa ludność czerpała z przemytu i handlu.
W pasie działały liczne litewskie bojówki i prowadzona była intensywna akcja propagandowa w języku polskim (spodziewano się decyzji Ligi Narodów o przeprowadzeniu plebiscytu, co w sytuacji przewagi ludności polskojęzycznej nie zapewniało sukcesu stronie litewskiej). Po obu stronach tej małej wojny domowej ginęli ludzie (np. w napadach bojówek z 24 kwietnia 1922 r., czy z 5 stycznia 1923 r., po którym strona polska zażądała likwidacji strefy). W pasie neutralnym istniało kilka punktów zapalnych, gdzie koncentrowały się walki, m.in. rejon Szyrwint, Giedrojć i Łubowa, a np. Warwiszki stanowiły ostoję partyzantów polskich, zaś Przełaje (Perloja) jako bazę partyzantów litewskich. Podczas walk zbrojnych i późniejszych „walk podjazdowych” w „strefie neutralnej” doszło do polaryzacji świadomości narodowej, o ile wcześniej znaczna części mieszkańców tych terenów mówiących po polsku uważała się za Litwinów w dawnym, mickiewiczowskim znaczeniu (zob. Litwini w znaczeniu historycznym), tak teraz podzielono się na Polaków i Litwinów, w etnicznym (współczesnym) rozumieniu tego pojęcia.
17 maja 1922 r. Rada Ligi Narodów rekomendowała utworzenie linii demarkacyjnej, ale odroczyła sprawę podziału i dopiero we wrześniu delegaci Ligi wyjechali w rejon pasa neutralnego i rozpoczęli prace nad wytyczeniem linii demarkacyjnej. Dopiero zbrojne zajęcie Kłajpedy przez Litwę przechyliło nastroje mocarstw na stronę polską, przyśpieszając prace nad podziałem strefy. Władze Polski zgłosiły własną propozycję podziału strefy, zgodnie z którą część północna miałaby przypaść Litwie, część środkowa w rejonie Wilna powinna przypaść Polsce, a fragment na południe od Wilii miałby zostać podzielony po równo. Polska zaproponowała także korekcję linii Focha na Suwalszczyźnie, chcąc przejąć Wisztyniec, Łubowo i Kopciowo w zamian za Puńsk.
Pomimo zdecydowanej przewagi ludności polskojęzycznej strefa podzielona została w tym projekcie po równo między oba państwa (linia Saury – od nazwiska przewodniczącego delegacji demarkacyjnej), przy czym teren, przez który przebiegała linia kolejowa Grodno-Wilno-Dyneburg przypadał Polsce. Na posiedzeniu Rady Ligi Narodów 1 lutego 1923 r. Litwa stanowczo sprzeciwiła się wytyczeniu stałej granicy i zagroziła zastosowaniem środków wojskowych, jeżeli Polska spróbuje zająć przypadającą jej część pasa neutralnego. W odpowiedzi przewodniczący Rady René Viviani zagroził, że Litwa znajdzie się w stanie wojny ze wszystkimi członkami Ligi Narodów i ostatecznie 3 lutego 1923 r. Rada Ligi Narodów podjęła uchwałę w sprawie wytyczenia linii demarkacyjnej polsko-litewskiej.
Podczas przygotowania do zajęcia strefy, w nocy z 14 na 15 lutego oddziały litewskie wysadziły w powietrze mosty kolejowe koło Wójtowa, Klepacz i Rudziszek. 15 lutego polskie policja i urzędnicy przystąpili do przejmowania środkowego odcinka strefy, w czasie którego w Puszkami i Olkiennikach napotkano opór litewskich partyzantów. Następnego dnia polskie siły zajęły lewy brzeg Mereczanki oraz Rudziszki, ale pociąg z robotnikami mającymi naprawiać tory został ostrzelany, zaś 17 lutego artyleria litewska ostrzeliwała linię kolejową. W tym dniu jednak operacja zajmowania polskiej części strefy została zakończona, choć nadal trwały drobniejsze incydenty, m.in. wizytujący tereny zajmowanej strefy szef brytyjskiej misji wojskowej gen. Adrian Carton de Viart i towarzyszący mu Polacy zostali wzięci do niewoli przez Litwinów.
Strona litewska zgłaszała skargi w związku z wkroczeniem polskiej policji i administracji do strefy i na znak protestu początkowo nie zajmowała swojej części, pilnując jednak, by strona polska nie przekroczyła linii Saury, a gdy się to zdarzało ostrzelali te oddziały z artylerii. Strona polska we wszystkich takich sytuacjach wycofywała się. Ostatnim większym zajściem przy likwidacji pasa neutralnego była bitwa o Warwiszki, które po podziale pasa neutralnego przez kilka dni odpierały litewskie próby zajęcia wioski. Na mocy porozumienia w Karpiszkach i Smolnikach wojskowi obu stron uzgodnili przebieg linii demarkacyjnej w terenie i zgodzili się na jej wytyczenie prowizorycznie za pomocą kopców ziemnych i słomianych wiech.